# David Gross
David Jonathan Gross (Washington, 19 de fevereiro de 1941) é um físico e teórico de cordas estadunidense.
Juntamente com Frank Wilczek e David Politzer, foi galardoado com o Nobel de Física de 2004, pela sua descoberta da liberdade assintótica.
Gross bacharelou-se e fez o mestrado na Universidade Hebraica de Jerusalém, em Israel, em 1962. Recebeu o seu Ph.D. em física pela Universidade da Califórnia, Berkeley em 1966 e foi um Junior Fellow na Universidade de Harvard e Professor na Universidade de Princeton até 1997. Ele também foi um dos que assinaram uma petição para o presidente Barack Obama em 2015 para que o Governo Federal dos Estados Unidos fizesse um pacto de desarmamento nuclear e de não-agressão.